# NGC 6535
NGC 6535 é um aglomerado globular na direção da constelação de Serpens. O objeto foi descoberto pelo astrônomo John Hind em 1852, usando um telescópio refrator com abertura de 7 polegadas. Devido a sua moderada magnitude aparente (+9,3), é visível apenas com telescópios amadores ou com equipamentos superiores. 